# Paloma del Río Cañadas
Paloma del Río Cañadas (Madrid, 4 d'abril de 1960) és una periodista espanyola. Posa veu a les transmissions de Televisió Espanyola de competicions de gimnàstica rítmica, gimnàstica artística, patinatge artístic i hípica. Ha ocupat diferents càrrecs en la Direcció d'Esports de TVE; redactor en cap (2009), directora de Programes Esportius (2009 - 2013) i, actualment, coordinadora de Patrocinis i Federacions.
Ha cobert diversos Campionats d'Europa i del Món, així com 8 Jocs Olímpics d'estiu i 6 d'hivern. En 2015 se li va atorgar la Medalla d'Or de la Reial Orde del Mèrit Esportiu i aquest mateix any va publicar el seu llibre autobiogràfic Enredando en la memoria.
És considerada part de la generació de dones pioneres en el periodisme esportiu espanyol al costat de Mari Carmen Izquierdo, Mercedes Milá, María Antonia Martínez, Elena Sánchez Caballero, Olga Viza, Mari Cruz Esteban o María Escario.

## Biografia
Després d'acabar el Batxillerat va realitzar un curs de auxiliar de clínica i va començar a treballar en el torn de nit de l'UVI de la Clínica Ruber de Madrid per a pagar-se els seus estudis. En el seu temps lliure va continuar amb els estudis de COU, i va iniciar la carrera de Periodisme a la Universitat Complutense de Madrid sense abandonar el treball. Va acabar la carrera amb el segon millor expedient, per la qual cosa va poder optar en 1986 a una beca de l'Instituto RTVE per a fer pràctiques en televisió, en la secció d'esports dels informatius. Als pocs mesos va aprovar unes oposicions que li van permetre mantenir el seu lloc a Televisió Espanyola.
Després d'una remodelació interna dels serveis informatius, va passar a realitzar transmissions esportives, la primera d'elles una trobada de tennis de taula a Sevilla. Al mes següent, al juny de 1987, va transmetre per a La 2 el Campionat d'Espanya Individual de Gimnàstica Rítmica de Palma (en substitució de María Escario, que va començar a presentar telenotíciess), passant des de llavors a comentar altres nombrosos esdeveniments d'aquesta disciplina, com el Campionat Mundial de Gimnàstica Rítmica, el Campionat Europeu de Gimnàstica Rítmica, la Copa del Món de Guadalajara (2016 - 2018) o l'Euskalgym (2017). Més endavant va començar a transmetre també gimnàstica artística (en substitució d'Olga Viza, que va començar a presentar Estadio 2 en Barcelona). De 1988 a 1989, Paloma va ser subdirectora de Domingo deporte. Al poc temps també va començar a transmetre hípica, i des de 1994, patinatge artístic. Al llarg dels anys ha comptat en diverses ocasions a l'ajuda com a comentaristes de exdeportistas d'aquestes disciplines, com José Novillo en les retransmissions de gimnàstica artística, o com Susana Mendizábal, Maisa Lloret, María Martín o Almudena Cid en les de gimnàstica rítmica.
De 2005 a 2008 va ser editora del programa Olímpicos. ADO 2008 i posteriorment va ser la cap de redacció de les transmissions dels Jocs Olímpics de Pequín.
 Al setembre de 2011 li va ser atorgada la Medalla de Plata de la Reial Orde del Mèrit Esportiu al costat de María Escario.

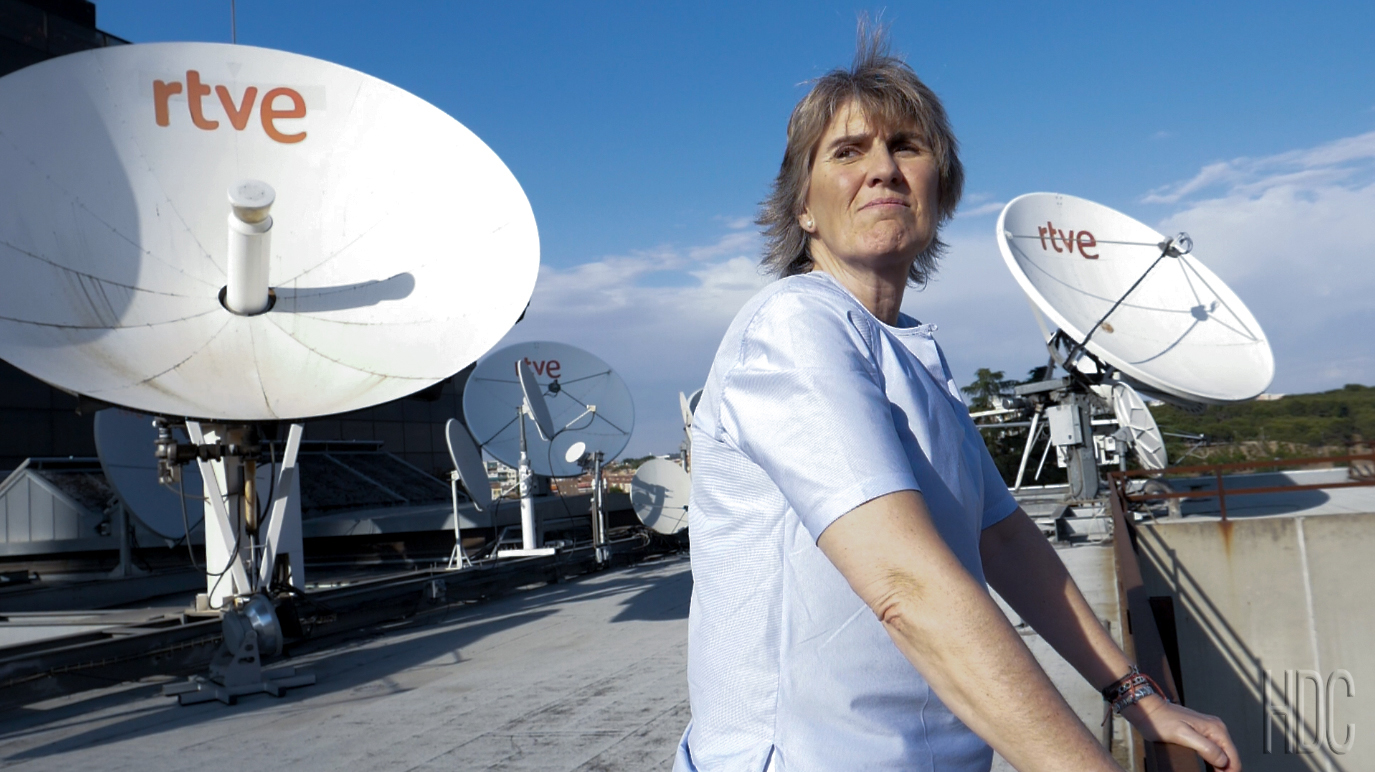
Paloma als estudis de RTVE a Torrespaña pel documental Hijas de Cynisca (2019).

El 31 d'agost de 2015 se li va concedir la Medalla d'Or de la Reial Orde del Mèrit Esportiu, atorgada pel Consell Superior d'Esports, sent la primera periodista a rebre-la. El 16 de novembre d'aquest mateix any va presentar el seu llibre de memòries esportives i personals Enredando en la memoria, de l'editorial Libros.com, a la seu del CSD. En aquest mateix acte se li va fer lliurament de la Medalla d'Or de la Reial Orde del Mèrit Esportiu. El juny de 2017 va ser ambaixadora dels Jocs de l'Orgull 2017. Des del 17 de setembre de 2017 col·labora amb una secció esportiva en el programa No es un día cualquiera de Radio Nacional de España. Ha estat ponent en multitud de conferències, taules rodones, ponències i màsters esportius sobre temes com a Dona i Esport, esport minoritari i Olimpisme.
Al juliol de 2018 es va anunciar la seva candidatura a la presidència de RTVE, encara que al desembre no va passar el tall final i es va quedar fora de la llista dels 20 candidats a presidir l'ens públic. Posteriorment, ella i altres candidats exclosos van presentar recurs davant aquesta resolució, estant encara pendents de resoldre per part dels lletrats del Congrés.

## Vida personal
El juny de 2015 va aparèixer en la llista dels 50 homosexuals més influents d'Espanya, elaborada per La Otra Crónica d' El Mundo. En la setmana de l'Orgull Mundial 2017 va explicar en una entrevista la normalitat en la qual viu la seva condició sexual assenyalant «Mai vaig pensar que hagués d'avergonyir-me per ser lesbiana» i indicant que Martina Navratilova 'havia estat un referent.

## Llista de competicions cobertes destacades
| Cobertura des de 1986 fins a l'actualitat de diversos Mundials i Europeus de diverses disciplines |
| --- |
| - Gimnàstica rítmica: Més de 50 Mundials i Europeus, diversos Campionats d'Espanya Individuals i de Conjunts, Copa del Món de Guadalajara (2016 - 2018) i Euskalgym (2017). - Gimnàstica artística: Més de 50 Mundials i Europeus de gimnàstica artística masculina i femenina. - Patinatge artístic sobre gel: Nombrosos Mundials i Europeus, des de 1994. - Hípica: Diversos Mundials i Europeus. |

| Cobertura des de 1988 fins a l'actualitat de 8 Jocs Olímpics d'Estiu |
| --- |
| - 1988: Jocs Olímpics de Seül. - 1992: Jocs Olímpics de Barcelona. - 1996: Jocs Olímpics d'Atlanta. - 2000: Jocs Olímpics de Sydney. - 2004: Jocs Olímpics d'Atenes. - 2008: Jocs Olímpics de Pequín. A més va ser cap de redacció de l'operatiu de TVE i encarregada de la cobertura en HD. - 2012: Jocs Olímpics de Londres. A més va ser editora i encarregada de la cobertura en La 1, Teledeporte i HD. - 2016: Jocs Olímpics de Rio. |

| Cobertura des de 1994 fins a l'actualitat de 6 Jocs Olímpics d'Hivern |
| --- |
| - 1994: Jocs Olímpics de Lillehammer. - 1998: Jocs Olímpics de Nagano. - 2002: Jocs Olímpics de Salt Lake City. - 2006: Jocs Olímpics de Torí. - 2010: Jocs Olímpics de Vancouver. A més va ser editora i cap de l'equip de TVE. - 2014: Jocs Olímpics de Sotxi. A més va ser coordinadora de continguts de l'operatiu de TVE. |

| Cobertura des de 1987 fins a l'actualitat de 4 Jocs Mediterranis                                                                                         |
| --- |
| - 1987: Jocs Mediterranis de Latakia. - 2001: Jocs Mediterranis de Tunísia. - 2005: Jocs Mediterranis d'Almeria. - 2018: Jocs Mediterranis de Tarragona. |

## Premis, reconeixements i distincions

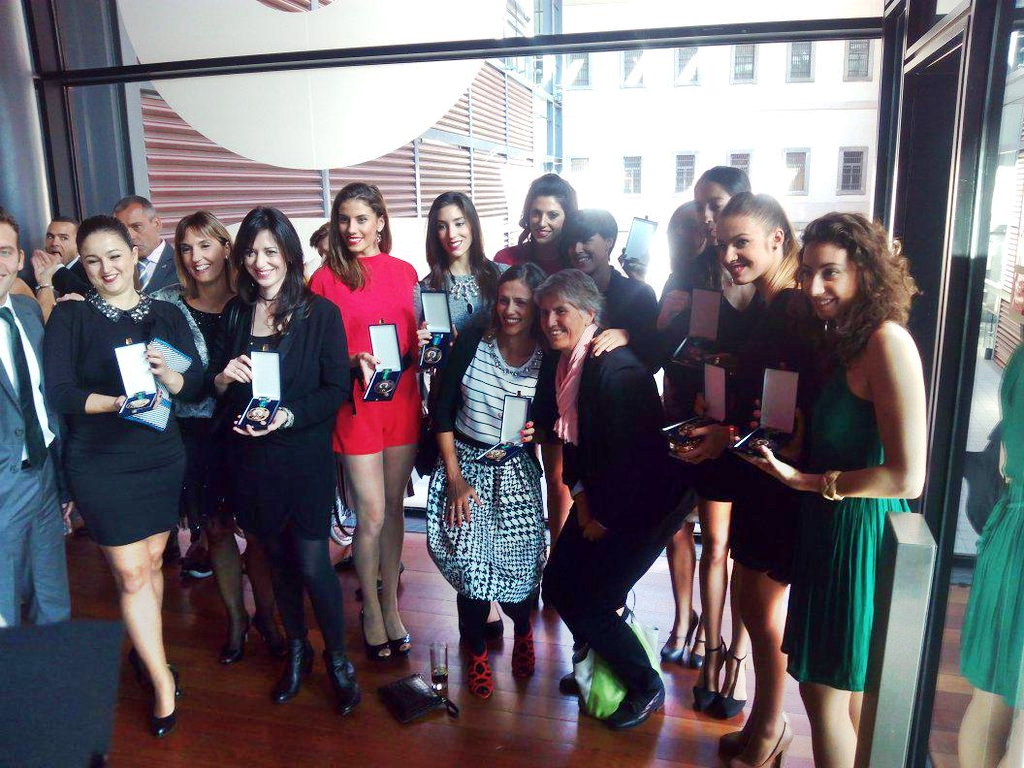
Paloma (centre) al costat de Las Niñas de Oro i El Equipaso a l'entrega de la Reial Orde del Mèrit Esportiu (2015).

- 2n Premi de Novel·la Jove «Arturo Barea» per la novel·la Nunca tendrás los ojos de la serpiente, atorgat per la Comunitat de Madrid (1982)
- Premi Ondas 1988, compartit amb la resta de l'operatiu de TVE per la cobertura dels JJ.OO. de Seül (1988)
- Medalla de Plata de la Reial Orde del Mèrit Esportiu, atorgada pel Consell Superior d'Esports (2011)
- Premi Talent 2011 de l'Acadèmia de Televisió (2011)
- Reconeixement de l'AIPS (Associació Internacional de Periodistes Esportius) al costat d'altres periodistes que han cobert més de 10 JJOO (2012)[15]
- Premi Carrera de la Mujer Madrid 2014 (2014)[16]
- Premi de Premsa, Ràdio i Televisió, atorgat per l'Ajuntament de Cornellà de Llobregat (2014)[17]
- Medalla d'Or de la Reial Orde del Mèrit Esportiu, atorgada pel Consell Superior d'Esports (2015)[2]
- Millor Comunicadora en l'Esport en els Premis Dona, Esport i Empresa, lliurats al I Congrés Ibèric Dona, Esport i Empresa (2015)[18]
- Premi Juan Manuel Gozalo, atorgat pel Comitè Olímpic Espanyol (2015)[19]
- Reconeixement de la AIPS (Associació Internacional de Periodistes Esportius) al costat d'altres periodistes que han cobert més de 10 JJOO (2016)[20]
- Premi especial en la XIX Gala de l'Esport d'Onda Cero Almería (2016)[21]
- Premi especial en la XXIII Gala del l'Esport de l'Asociación Segoviana de la Prensa Deportiva (2017)[22]
- Premi «BaezaDiversa» en la modalitat d'Esports, atorgat per l'Ajuntament de Baeza (2018)[23]
- Premi Ondas 2019 a la millor presentadora (2019)[24]

## Publicacions
- Nunca tendrás los ojos de la serpiente (1982).
- Enredando en la memoria (2015). Editorial Libros.com. ISBN 978-84-16616-08-4
- El papel de las mujeres en el deporte (2019). Editorial Santillana. En edición.

A més ha escrit el pròleg de El origen del deporte femenino en España (2015) de Jorge García García i l'epíleg de Nosotras. Historias del olvidado deporte femenino (2018) de Rubén Guerrero.

## Filmografia

### Pel·lícules
| Pel·lícules | Pel·lícules                     | Pel·lícules        | Pel·lícules                                      | Pel·lícules       |
| Any         | Títol                           | Personatge         | Notes                                            | Director          |
| ----------- | ------------------------------- | ------------------ | ------------------------------------------------ | ----------------- |
| 2016        | La satisfacción es para siempre | Ella mateixa (veu) | Curtmetratge documental promocional de Freixenet | Jorge Palomar     |
| 2018        | Más que plata                   | Ella mateixa (veu) | Curtmetratge documental                          | Carlos Agulló     |
| 2019        | Hijas de Cynisca                | Ella mateixa       | Documental                                       | Beatriz Carretero |